# Transplatyna
Transplatyna, PtCl2(NH3)2 – nieorganiczny związek chemiczny, kompleks platyny na stopniu utlenienia II, w którym ligandami są 2 atomy chloru i 2 cząsteczki amoniaku rozmieszczone płasko w konfiguracji trans. W przeciwieństwie do swojego diastereoizomeru, cisplatyny, jest nieaktywna terapeutycznie. Jest to sytuacja szczególna, gdyż inne związki o ogólnym wzorze PtCl2X2 (gdzie X = azotowa zasada heterocykliczna, np. reszta pirydyny lub tiazolu) wykazują aktywność zarówno w formie cis, jak i trans.